# 马克·德拉方丹
马克·德拉方丹（Marc Delafontaine，1837年—1911年），瑞士化学家，钬元素的发现者之一。1878年，德拉方丹与雅克-路易斯·索雷通过吸收光谱发现了钬元素。